# 亞 (雑誌)
『亞』（あ）とは、かつて存在した詩誌。詩人の安西冬衛が中心となって、1924年から1927年まで大連で発行された。安西らは本雑誌で前衛的な散文詩や短詩を探求し、日本におけるモダニズム詩の発展の先駆的役割を果たした詩誌と評される。

## 概要
1923年、当時大連（現在の中華人民共和国旅大市）に住んでいた安西冬衛のもとに、中学時代の同級生であった北川冬彦、城所英一、富田充が訪れた。その際に合同で詩誌を発刊する話が持ち上がり、1924年11月に大連で『亞』を創刊した。当初、城所らは東京で詩誌を発刊することを提案していたが、安西がそれを退けて大連での発刊に踏み切った。そのような意見の相違もあり、北川ら3人は第3号で『亞』同人を脱退、その後3人は福富菁兒と共に発行していた雑誌『未踏路』を発展させる形で、詩誌『面』を創刊した。3人の脱退のあと、『亞』には滝口武士、加藤郁乎、水原元子（北川冬彦の妹）らが参加するようになった。特に滝口武士は安西とともに編集・発行の中心的役割を担った。
その後『亞』は『面』と共に注目される詩誌となり、1925年に萩原朔太郎が『日本詩人』誌上で、『亞』に掲載された安西冬衛の作品に対し好意的な評を寄せたことで、その存在が決定的に注目度を増した。同1925年には、大連市で「全国同人雑誌展観」を開催し、多数の詩誌を展示すると共に自作の詩を展示する会を開催した。1923年から1927年にかけては50を越える同人詩誌が登場したが、『亞』はその多くと交換詩誌関係をもっており、第7号時点で43誌と詩誌を交換していた。
1926年の第24号から尾形亀之助が同人として参加、続く第25号から表紙絵も尾形が書いたものに変更された（なお24号までは北川冬彦が書いた題字が使用されていた）。
1927年に第35号で廃刊となり、最終号では高村光太郎や草野心平ら60名の回想文が掲載された。尾形亀之助を除く終刊時の同人は『詩と詩論』に参加した。

## 詩壇への影響と評価
『亞』は、『面』と並んで当時の短詩運動の中心的役割を占める詩誌として扱われ、のちの『詩と詩論』につながる前衛詩、モダニズム詩運動の先駆けになったとされる。『亞』で安西らが提示した短詩という様式には多くの追随者が登場し、『詩神』誌上には「現代短詩」の欄が設けられるまでになった。
短詩という形式は、日本の伝統的な定型詩である俳句やルナールの短詩、さらにはMAVOの影響を受けて発展したとされる。北川冬彦は、『亞』最終号において、『亞』で発展したそのような「短詩型詩」という形式が「新散文詩」へ発展していく見通しを示した。一方橋爪健が、最終号で「日本に於ける短詩運動の使命は、充分果たし得た事をお慶び申し上げます」と述べるなど、『亞』の廃刊が短詩運動の終焉と結びつける認識も持たれた。『亞』の廃刊は多くの文人に残念がられたとされるが、尾形亀之助は『亞』風の安直な短詩が量産されることに弊害を感じており、廃刊に対して「双手をあげて賛成した」と回顧している。

## 参加同人
第1号から第35号までに、『亞』には23人が作品を寄せた。以下は「亞作品総目録」に掲載された作者名と作品数の一覧である。
- 滝口武士 149
- 安西冬衛 145
- 尾形亀之助 27
- 北川冬彦 25
- 城所英一 9
- 富田充 9
- 三好達治 8
- 春山行夫 4
- 加藤郁乎 3
- 水原元子 3
- 朱川雅之助 2
- 山道栄助 2
- 加藤輝 1
- 横井潤三 1
- 城戸又一 1
- 本広礼 1
- 広田文雄 1
- 中溝新一 1
- 岸寅吉 1
- 武井廉 1
- Paul Morand 1
- Max Jacob 1
- Jules Renard 1